# Sigma Delta Tau
Sigma Delta Tau (ΣΔΤ) es una hermandad nacional y es miembro de la Conferencia Nacional Pan-Helénica. El nombre original, Sigma Delta Phi, se cambió después de que las fundadoras descubrieron que ya existía una hermandad estudiantil con el mismo nombre.

## Historia
Sigma Delta Tau fue fundada por siete mujeres judías: Dora Bloom Turteltaub, Amy Apfel Tishman, Marian Gerber Greenberg, Grace Srenco Grossman, Inez Dane Ross, Regene Freund Cohane, y Lenore Rubinow. No hay un requisito religioso para ser miembro de la hermandad de mujeres, y esta se enorgullece de ser inclusiva para todas, así como de ser históricamente judía. Actualmente, Sigma Delta Tau tiene más de 70.000 iniciadas en 105 capítulos en los Estados Unidos.

## Símbolos

### Flor
La flor oficial es la rosa de té dorada, y la joya de la hermandad es el lapislázuli. El escudo de la hermandad de mujeres combina todos los elementos de Sigma Delta Tau. Los colores de Sigma Delta Tau son café con leche y azul antiguo. El símbolo de la hermandad es la antorcha, que también es el nombre de su publicación nacional.

### Insignia
La insignia actual es una antorcha de oro enjoyada. En la parte delantera de la antorcha están las letras griegas ΣΔΤ, con 6 perlas y un diamante. La insignia se usa estrictamente como un emblema de membresía y solo por miembros iniciados. Los miembros no iniciados llevan una insignia diferente, una antorcha de oro esmaltada en azul antiguo, que representa los colores de la hermandad de mujeres, café con leche y azul viejo.

## Filantropía
Las filantropías nacionales actuales de Sigma Delta Tau son: Prevent Child Abuse America (PCAA), la Fundación Sigma Delta Tau y Jewish Women International (JWI).

### Prevent Child Abuse America
Prevent Child Abuse America fue seleccionada como filantropía nacional de Sigma Delta Tau en 1982. Prevent Child Abuse America es una organización de voluntarios dedicada a la prevención del abuso infantil a través de la acción ciudadana. Cada capítulo de Sigma Delta Tau lleva a cabo un proyecto de servicio anual, un programa educativo, o un programa de recaudación de fondos importante, en beneficio de Prevent Child Abuse America. Desde 1982, Sigma Delta Tau ha donado más de 3$ millones de dólares estadounidenses a PCAA.

### Jewish Women International
Sigma Delta Tau también está asociada con Jewish Women International (JWI), una organización que trabaja para garantizar que todas las mujeres y niñas prosperen en relaciones sanas, controlen su futuro financiero y aprovechen todo el potencial de su fortaleza personal. JWI es una organización judía líder que capacita a mujeres y niñas de todos los orígenes a través de la alfabetización económica, la capacitación comunitaria, las relaciones saludables y la proliferación del liderazgo de las mujeres.

### Fundación Sigma Delta Tau
La Fundación Sigma Delta Tau fue elegida como socio y filantropía oficial en 2017. La Fundación Sigma Delta Tau se compromete a capacitar a las hermanas SDT para que crezcan personal y profesionalmente a través de oportunidades de becas anuales, fondos esenciales de los programas educativos de Sigma Delta Tau y donaciones benéficas influyentes de alumnas, colegiados y amigos de Sigma Delta Tau.